# کلمات زنان دارای معانی متفاوتی هستند
کلمات زنان دارای معانی متفاوتی هستند 
(به تلوگویی: Aadavari Matalaku Arthale Verule) فیلمی محصول سال ۲۰۰۷ و به کارگردانی سلواراغاوان است. در این فیلم بازیگرانی همچون داگوباتی ونکاتش، تریشا ایفای نقش کرده‌اند.